# 托雷夫拉科斯
托雷夫拉科斯，是西班牙卡斯蒂利亚-莱昂索里亚省的一个市镇。总面积17平方公里，总人口33人（2001年），人口密度2人/平方公里。